# 怯喀寺
怯喀寺，又译“切卡寺”、“切嘎寺”、“伽喀寺”、“切喀寺”，位于西藏自治区拉萨市墨竹工卡县扎西岗乡，是一座藏传佛教格鲁派寺院。该寺原是噶当派教典派中的怯喀寺、基布寺系统的主寺。

## 简介
怯喀寺位于西藏自治区拉萨市墨竹工卡县扎西岗乡，为藏传佛教格鲁派寺院。该寺始建于1165年。2009年被公布为第五批西藏自治区文物保护单位。
怯喀寺由侠尔瓦巴的弟子甲·怯喀巴于11世纪创建。
甲·怯喀巴（1101年－1175年）生于前藏墨竹地方，诞生地为“鲁热”。“甲”是其氏族名。少年时，他是洛若·热琼巴的弟子，由洛若·哲波瓦做亲教师、达波藏杜做轨范师受戒出家，取法名“益西多杰”（智金刚）。在涅区，他听到俄·吉博惹讲解的教法之后，心中顿生信解，因而学佛法，乃拜察绒觉敦和达波藏杜两人为师受比丘戒。后来，他师从侠弥学习《戒律》；师从格西娘勒香巴学习朗日塘巴（1054年－1123年）所著的《修心八颂》；师从格西多巴、鲁麦巴学习佛法4年；又师从侠尔瓦巴（1070年－1141年）求得一次修心导释教授，修习13年，由此撰写《修心七义论》，又撰写《三种究竟教授》与《宗轮论》。后来，他在拉萨附近的墨竹地方建怯喀寺，故他被称为“怯喀巴”，他出任该寺建成之后的首任堪布。他及其弟子开创并传承了噶当派教典派中的怯喀寺、基布寺系统。
甲·怯喀巴圆寂后，怯喀寺堪布由赛·基布巴继任。赛·基布巴（1121年－1189年），本名“却吉坚赞”，“赛”是其氏族名。他于1164年左右创建新怯喀寺即基布寺（位于今昂仁县境内），故他被称为“基布巴”。甲·怯喀巴圆寂后，他同时担任了怯喀寺和基布寺的堪布。
赛·基布巴圆寂后，拉·隆格旺秋任怯喀寺和基布寺的堪布。拉· 隆格旺秋（1158年－1232年），本名绛曲仁钦，生于吐蕃王室朗达玛之子欧松一系的后裔雅隆觉卧家族。自从他开始，怯喀寺和基布寺的堪布均由雅隆觉卧家族的成员出任。拉·隆格旺秋曾经向喀且班钦·释迦室利（印度那烂陀寺最后一任寺主）学习过佛法（即“说一切有部”）。
拉·隆格旺秋之后，出任怯喀寺和基布寺堪布的是拉·隆格旺秋的侄子拉·卓微衮波。拉·卓微衮波（1186年－1259年）凭其家族政治及经济实力，兼并了许多寺庙，包括：博多瓦建的博多寺及其属寺，贡布地方的达巴寺、补曲寺、甲隆寺等数十座寺庙，塔布地方的喇达寺，甘门雪寺及其属寺，涅地方的唐波且寺及其属寺，绒孜噶寺及其属寺等等，从而形成了规模庞大的寺院集团，该集管辖范围的东西距离400公里。拉·卓微衮波圆寂后到1377年，怯喀寺和基布寺的四任堪布均为雅隆觉卧家族的成员，该寺院集团一直被雅隆觉卧地方势力控制。
怯喀寺重视佛经学习，即《菩萨地论》、《大乘庄严经论》、《集菩萨学论》、《入菩萨行论》、《本生论》、《集法句论》。

## 延伸阅读
- 麾托菜鸟的西藏古道骑行，中国摩托迷网，2009-11-23[永久]